# Ebel Hills
Ebel Hills är en kulle i Antarktis. Den ligger i Östantarktis. Nya Zeeland gör anspråk på området. Toppen på Ebel Hills är 2 236 meter över havet, eller 24 meter över den omgivande terrängen. Bredden vid basen är 1,6 km.
Terrängen runt Ebel Hills är varierad. Trakten är obefolkad. Det finns inga samhällen i närheten. 